# Parigi-Bruxelles 1992
La Parigi-Bruxelles 1992, settantaduesima edizione della corsa, si svolse il 16 settembre 1992 su un percorso di 259 km, con partenza da Noyon e arrivo ad Anderlecht. Fu vinta dal danese Rolf Sørensen della Ariostea davanti all'olandese Frans Maassen e all'australiano Phil Anderson.

## Ordine d'arrivo (Top 10)
| Pos. | Corridore         | Squadra                                | Tempo    |
| ---- | ----------------- | -------------------------------------- | -------- |
| 1    | Rolf Sørensen     | Ariostea                               | 6h34'00" |
| 2    | Frans Maassen     | Buckler                                | s.t.     |
| 3    | Phil Anderson     | Motorola                               | a 8"     |
| 4    | Bjarne Riis       | Ariostea                               | s.t.     |
| 5    | Olaf Ludwig       | Panasonic-Sportlife                    | a 22"    |
| 6    | Jan Bogaert       | Assur Carpets-Willy Naessens-Euroclean | s.t.     |
| 7    | Johnny Dauwe      | Collstrop-Garden Wood-Histor           | s.t.     |
| 8    | Eric Vanderaerden | Buckler                                | s.t.     |
| 9    | Nico Verhoeven    | PDM-Ultima-Concorde                    | s.t.     |
| 10   | Hendrik Redant    | Lotto                                  | s.t.     |